# Шевченко, Оксана Сергеевна
Окса́на Серге́евна Шевче́нко (род.30.5.1987, Алма-Ата) — казахстанская пианистка.
Обучалась в РССМШ им. К.Байсеитовой (класс Тартышной В. Д.), выпускница Академического музыкального училища при МГК (класс Раковой Т. Н.) и Московской государственной консерватории (класс Елены Кузнецовой).
В возрасте 9 лет впервые выступила с Государственным камерным оркестром Казахстана под руководством Бахытжан Мусаходжаевой, а
через год дебютировала с Государственным симфоническим оркестром республики Казахстан под руководством Толепбергена Абдрашева. Участница программы «Восходящие звёзды Казахстана» (2000—2002). Стипендиат фондов «Русское исполнительское искусство» и фонда Константина Орбеляна. В 2003 году дебютировала на сцене Большого зала Московской консерватории.
Победитель и обладательница специального приза Международного конкурса пианистов имени Б. Дварионаса в Вильнюсе (2003).
Обладательница первой премии и золотой медали Шотландского международного конкурса пианистов в Глазго (2010)). Обладательница третьей премии и приза зрителей Международного конкурса музыкантов в Сэндае (2007), четвёртой премии Международного конкурса пианистов имени Бузони (2009), была также удостоена специального приза международной музыкальной критики и премии за лучшее исполнение произведения патрона конкурса, пятой премии и премии за лучшее исполнение квинтета Международного конкурса пианистов в Сиднее, Австралия (2017), второй премии Международного конкурса пианистов имени А. Хачатуряна (2019) 
В 2019 году Оксана совершила масштабный тур по Австралии в рамках которого выступила и дала мастер классы в 11 городах, включая Сидней, Мельбурн и Перт.
Оксана сотрудничает с такими музыкантами как Нарек Ахназарян, Кристоф Круазе, Павел Верников, Алёна Баева.